# Dick Gephardt

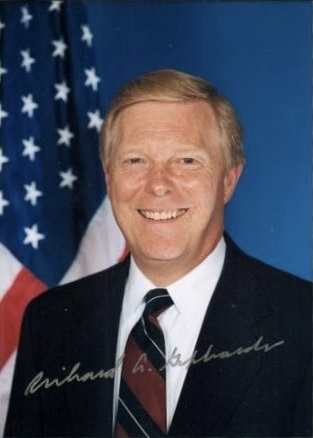
Richard Gephardt

Richard Andrew „Dick“ Gephardt (* 31. Januar 1941 in St. Louis, Missouri) ist ein amerikanischer Politiker der Demokratischen Partei. Er vertrat den Bundesstaat Missouri von 1977 bis 2005 im US-Repräsentantenhaus; von 1989 bis 1995 war er dort Mehrheitsführer (House Majority Leader). 1988 und 2004 bemühte er sich jeweils erfolglos um die Nominierung der Demokraten für die Präsidentschaftswahl.
Als Sohn einer deutschstämmigen Familie geboren, machte Dick Gephardt 1958 seinen Abschluss an der South West High School. Danach erwarb er 1962 einen Bachelor of Science an der Northwestern University in Evanston sowie 1965 einen Juris Doctor an der Law School der University of Michigan. Anschließend praktizierte er als Rechtsanwalt. Von 1965 bis 1971 diente er in der Air National Guard von Missouri.
Seine politische Laufbahn begann auf lokaler Ebene in seiner Heimatstadt St. Louis, wo  er von 1968 bis 1971 Mitglied des Parteivorstands sowie von 1971 bis 1976 Stadtverordneter (Alderman) war. 1976 wurde Gephardt dann erstmals in den Kongress gewählt, wo er den dritten Kongresswahlbezirk Missouris ab dem 3. Januar 1977 vertrat. Im Januar 1989 löste er Tom Foley als House Majority Leader, also als Fraktionschef der demokratischen Fraktion ab. Nach dem Verlust der Mehrheit bei der Kongresswahl 1994 wechselte er auf den Posten des House Minority Leader, den er bis 2003 innehatte; seine Nachfolgerin in dieser Funktion wurde Nancy Pelosi.
Bei der Kongresswahl 2004 trat Gephardt nicht wieder an und schied am 3. Januar 2005 aus dem Kongress aus. Er beendete seine politische Karriere und gründete die Beratungsfirma Gephardt Group, deren Präsident und CEO er ist.